# Tramwaje w Bourges
Tramwaje w Bourges − zlikwidowany system komunikacji tramwajowej we francuskim mieście Bourges, działający w latach 1898−1949.

## Historia
Tramwaje w Bourges uruchomiono 25 maja 1898 były to tramwaje elektryczne kursujące po rozstawie szyn 1000 mm. Sieć składała się z 3 linii o długości 8,9 km, które uruchomiano od maja do grudnia 1898:
- A: Gare – Pyrotechnie
- B: Gare – Arsenal
- C: Gare – Octroi de Saint-Amand

Sieć tramwajową zbudowano jako jednotorową z mijankami, jedynie na wspólnym odcinku od Saint-Ambroix do Gare po którym kursowały wszystkie trzy linie był dwutorowy. Sieć była obsługiwana przez 15 dwuosiowych wagonów silnikowych i 4 wagony doczepne należących do spółki Compagnie des Tramways de Bourges (CTB). Każdy wagon silnikowy był wyposażony w dwa silniki o mocy 15 KM, każdy. W 1910 w mieście była powódź co unieruchomiło tramwaje elektryczne na zalanej części sieci. W celu zapewnienia transportu na tym obszarze do posiadanych 4 wagonów doczepnych podłączano dwa konie, które ciągnęły wagony pomiędzy dworcem kolejowym a resztą sieci. W czasie I wojny światowej wzrosła liczba przewożonych pasażerów w celu podołania zadaniu przewożenia większej liczby pasażerów sprowadzono dwa wagony silnikowe i dwa doczepne z Reims. Po zakończeniu wojny pojawiły się kłopoty finansowe. 13 lutego 1929 linię B zastąpiono autobusami. W 1931 zakupiono nowe tramwaje z Clermont-Ferrand. Nowe tramwaje mogły pomieścić 49 pasażerów. W latach 1940−1945 dostarczono do miasta używane tramwaje z Fontainebleau (wagony silnikowe) i z Troyes (3 wagony doczepne). Po wojnie stan sieci był zły. Początkowo planowano tramwaje zastąpić trolejbusami, ale ostatecznie zastąpiono je autobusami. 1 października 1948 została zlikwidowana linia A, a ostatnią linię C kursującą do Saint-Amad zlikwidowano 21 sierpnia 1949.